# Rio Verde de Mato Grosso
Rio Verde de Mato Grosso este un oraș în Mato Grosso do Sul (MS), Brazilia.